# ロドスのエウデモス
エウデモス（古代ギリシア語: Εὔδημος、ラテン語: Eudemos、紀元前370年頃-紀元前300年頃）はロドス出身の哲学者であり、アリストテレスの弟子である。

## 生涯
エウデモスの生涯の詳細については分かっていないが、彼はアリストテレスの数多い弟子の中の最も重要な一人であることはエウデモスとテオプラストスがアリストテレス死後のペリパトス学派のアリストテレスの地位を占めるにふさわしい唯一の弟子であるというアウルス・ゲッリウスの逸話から参照されるだろう。一方、シンプリキオスはダマスないしダマスキオスの作と考えられるエウデモスの伝記について言及している。紀元前322年のアリストテレスの死後、エウデモスは故郷ロドスに戻ってアリストテレスの学統を受け継ぐ哲学の学園を設立し、これによってロドスは古代における学問の研究拠点になった。

## 業績
エウデモスはアリストテレスの忠実な直弟子の一人である。彼らの主な仕事はアリストテレスの著作と哲学を校正し、敷衍し、完全にすることであった。古代の批判者から我々が知る限りでは、アリストテレスの著作が他の著者の著作としばしば誤って混同されたのはこのためであった。例えば、エウデモスと彼の同輩であり兄弟弟子のテオプラストスとファニアスはアリストテレスのそれと同じ題名で同じ主題で著作を書いた。シンプリキオスが彼の注釈においていくつかの断片を残しているある著作では、エウデモスはしばしば師の意見を否定している。この研究あるいは他のいくつかのものにおいて、彼は人体の性質についても扱った。しかしそれら全ての作品および彼が幾何学と天文学の歴史を扱った他のさらにより重要な著作は失われた。
しかしながら、エウデモスは、アリストテレスの著作についての編集者と注釈者として最も重要な人物である。かくも彼が自然学に関する仕事においてアリストテレスに忠実だったことは、言葉遣いの批判（verbal criticism）の問題においてエウデモスに言及する後世の注釈者たちの事情によって示された。現にエウデモスはアリストテレスの体系に厳密に従い、現代の学者たち、例えばブランディスは、一般にアリストテレスのものであるとされているいくつかの作品をエウデモスに記するのに躊躇してはいない。アリストテレスは作品の半分も出版せずに63歳で死に、彼の遺作の編集と出版という仕事は最も近しい友人であり弟子たちによって進められた。シンプリキオスは、アリストテレスの『自然学』の5巻の写本の正確なコピーを求めてテオプラストス宛に書いたエウデモスの手紙の断片を含むロドスのアンドロニコスのアリストテレスについての作品と著作の一つの段落を保存している。同様にしてアリストテレスの『形而上学』は現在の形にエウデモスか彼の後継者によって編集されたともいう。より古い註釈家の著作から多くの価値ある記述を保存したトラレスのアスクレピオスによれば、アリストテレスは『形而上学』の草稿をエウデモスに委ねたためにその作品の出版が遅れ、そしてアリストテレスの死に際して草稿の一部は失われ、アリストテレスの遺族によってアリストテレスの他の著作から補完されたともいう。しかし、アリストテレス研究者たちがエウデモスと彼の弟子たちに多くを負っていることはこの計り知れないほど貴重な著作の保存という事実が示している。ヨアンネス・ピロポノスは、エウデモスの兄弟であり、兄弟弟子であるロドスのパシクラテス（あるいはパシクレス）が幾人かの古い批評家の意見によれば、『形而上学』の第二巻の著者であると述べている。我々の手には、倫理学の名の下に、非常に異なった価値と特質を持つアリストテレスに帰せられる三つの著作（『エウデモス倫理学』、『ニコマコス倫理学』、『大道徳学』）が残っている。それらの一つはエウデモスの名が載りさえしており、それらは多分全部エウデモスによって編集されたアリストテレスの講義の校訂本である。
さらに、エウデモスにはテオプラストスと共にアリストテレスの論理学を改良したという功績もある。彼らは様相概念を研究し、可能を偶然と区別するなど可能の概念を明確化した。

## 著作
- 『分析論』
- 『カテゴリー論』
- 『言語表現について』
- 『角について』
- 『自然学』

この他にもエウデモスは数学や幾何学、天文学、神学などの歴史についての著作を執筆したが、そのほとんどは失われた。